# 路易·欣奇利夫
路易·欣奇利夫（英語：Louie Hinchliff，2002年7月18日—），英国男子田径运动员，主攻短跑，2024年全国田径锦标赛男子100米金牌得主、2024年夏季奥林匹克运动会男子4×100米接力铜牌得主。